# 1+1 (TV-kanal)
1+1 är en tv-station i Ukraina. Kanalen är del av mediegruppen 1+1 Media vilken ägs av Igor Kolomojskij, en av Ukrainas rikaste personer.

## Källhänvisningar
1. ↑  "1+1 media". Linkedin.com. Läst 29 augusti 2014. (engelska)